# Borgo Val di Taro
Borgo Val di Taro es un municipio situado en el territorio de la provincia de Parma, en Emilia-Romaña (Italia).
Es también llamado  en forma abreviada como (borgotaro) de Borgtär en dialecto Parmigiano, lenguaje del idioma emiliano-romañol y Bùrgu en dialecto local.
Durante la Edad Media el nombre más antiguo de Borgo Val Di Taro fue Turrexana o Torresana.
En el año 2013 estaba integrado por 7350 habitantes y forma parte de los   Valles montañosos de la Comunidad del Taro y Ceno que está integrada por 15 municipios.

## Demografía
| Gráfica de evolución demográfica de Borgo Val di Taro entre 1861 y 2001 |
|                                                                         |
| Fuente ISTAT - elaboración gráfica de Wikipedia                         |